# 나마인

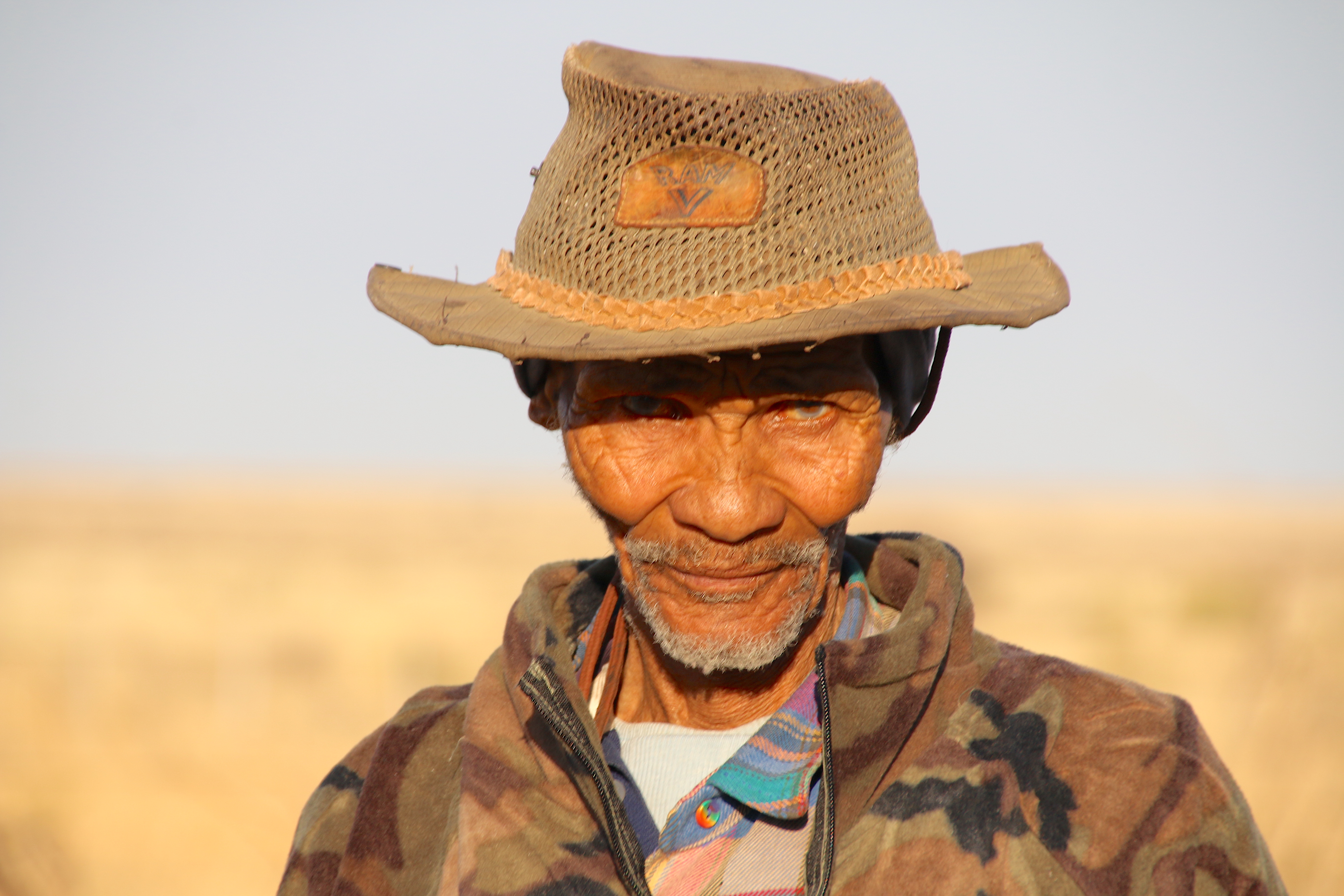

나마인(Nama, Namaqua)는 남아프리카 지역의 원주민족의 하나로, 나미비아 중부와 나마콰랜드(Namaqualand)로 불리는 나미비아와 남아공의 국경지대 등지에 많이 분포한다. 코이코이족(호텐토트) 중에는 거의 유일하게 정체성이 살아남은 민족이다. 원래 코이산 제어의 일종으로 알려진 코에어족 나마어를 말했으나 현대에는 대부분의 나마인들이 아프리칸스어를 쓰고 있다.
나마인은 수천 년 간 나마콰랜드 지역에 살아온 코이코이족의 일파로, 전통적으로 목축 생활을 영위해 왔다. 19세기 초부터는 남아프리카의 케이프 지역으로부터 오를람인(Oorlam)들이 나마콰랜드로 들어와 살기 시작했는데, 이들은 코이코이족과 유럽인 및 아시아계 노예의 혼혈로 형성된 집단이다. 이러한 차이에도 불구하고 이들은 빠르게 나마인에 동화되었고, 나마어를 사용하며 나마인의 일부로 여겨지게 되었다.
1884년 독일 제국은 오늘날의 나미비아에 해당하는 독일령 남서아프리카를 식민지로 삼았고, 1904년부터 당시 반란 소탕을 명분으로 이 지역에 살던 나마인과 헤레로인에 대한 집단학살을 행하였다.

## 같이 보기
- 헤레로·나마 집단학살
- 코이코이인